# Willie Degel
Willie Degel (né William Jack Degel le 1er septembre 1967 à New York) est un restaurateur américain, propriétaire et président-directeur général de la chaîne de restaurants Uncle Jack's Steakhouse à New York. Il est également connu pour être l'animateur de Resto sous surveillance, une série de télé-réalité américaine diffusée sur The Food Network.

## Biographie
Willie Degel a grandi dans le Queens. Il est le plus jeune de quatre frères nés de parents industrieux et a rapidement développé son esprit d'entreprise,.
Jeune homme, Willie Degel a été impliqué dans des ennuis judiciaires. Il a été condamné à cinq ans de prison pour fraude de carte de crédit, mais a été libéré après avoir purgé six mois en raison du fait qu'il a coopéré avec le gouvernement et a témoigné contre ses co-accusés pour raccourcir sa peine.
En 2005, il est nommé parmi les 40 personnalités les plus influentes par le magazine Fortune.

## Carrière
Willie Degel ouvre son premier restaurant, Hollywood and Main, en juin 1990, à Flushing, dans les Queens. Six ans plus tard, il crée la chaîne de restaurants Uncle Jack's Steakhouse. Aujourd'hui, il possède trois emplacements à New York. Depuis le 12 mars 2012, il tient la vedette dans sa propre émission intitulée  Resto sous surveillance. Dans cette émission, il va dans les coulisses de différents restaurants américains avec des caméras cachées pour examiner leurs problèmes de service,. 
Il est également l'auteur de Inside the Mind of a Serial Entrepreneur, éditée par HarperCollins en mai 2012. Degel apparaît également dans le second épisode de Breakthrough avec Anthony Robbins.